# 금환
금환(金丸)은 몇 개의 금칠한 공(방울)을 공중에 던졌다 받는 곡예로, 중국 산악(散樂)의 잡희(雜戱), 농환(弄丸)에 해당하며, 일본의 사루가쿠(猿樂：산악)에서 보면 품옥(品玉)·팔옥(八玉)·농칠환(弄七丸) 등에 해당한다. 또한 이것은 백제의 농주지희(弄珠之戱), 가야의 보기(寶伎)와도 동일한 것으로 보인다. 보기와 금환(金丸)이 동일한 것이라면, 가야의 우륵(于勒)이 만든 가야금 12곡중의 셋째인 보기와 여덟째인 사자기(獅子伎)는 신라의 5기(五伎)와 조선조의 나례백희(儺禮百戱)·죽광대(竹廣大) 놀이의 주요 레퍼토리로서, 그 연원이 오래됨을 알 수 있다. 경남 일대에서 연행(演行)되던 오광대 탑놀이는 19세기에 초계(草溪) 밤마리(栗旨)장터에서 대광대(竹廣大)에 의해 정립되었다고 하며, 그들은 오광대놀이를 시작하기 전에 매귀(埋鬼：농악)를 치고 먼저 죽방울을 받고, 때로는 솟대광대놀음과 줄광대놀음도 함께 놀았다 한다. 죽방울놀이가 진행되고 구경꾼들이 어지간히 모이게 되면 말뚝이와 다섯 양반이 나와 양반과장(兩班科場)을 놀고 다음에 중과 각시가 나와 승무(僧舞)과장을 하고 비비새가 나와 영노과장을 시작하였다. 다음에 할미와 영감과 지대각시(妾)가 나와 할미와 영감과장을 놀고, 마지막으로 사자과장(獅子科場)을 놀았다고 한다. 이로써 보면 5기(五伎)의 다섯놀이는 개별적인 것이 아니고 뭉쳐진 다섯이며, 그 전통이 5광대에까지 연면히 이어진다고 생각된다. 최근까지 있어온 굿중패들의 주요곡예는 죽방울놀리기·땅재주·쌍줄타기·장재타기·사발돌리기 등이었는데, 이 '죽방울놀음'이 곧 금환(金丸)의 계승일 것이다.

## 같이 보기
- 신라오기